# Den stillsamme amerikanen (roman)
Den stillsamme amerikanen (engelsk titel The Quiet American) är en roman med antikrigstema från 1955, skriven av Graham Greene. Den svenska översättningen gjordes av Jane Lundblad efter Greenes manuskript. Boken utkom i Sverige i november 1955 och månaden därpå i Storbritannien. Boken har också filmatiserats två gånger, senast 2002 som Den stillsamme amerikanen.

## Handling
Romanen utspelar sig under Indokinakriget. Den medelålders brittiske krigskorrespondenten Fowler sitter på sitt rum i Saigon och väntar på den unge biståndsarbetaren Pyle, titelns ”stillsamme amerikan”, i sällskap med kvinnan Phoung, som varit bådas älskarinna, då de hämtas av den franska polisen för att identifiera Pyle, som påträffats mördad. Romanen skildrar sedan hur Fowler blickar tillbaka på deras tid tillsammans. 
Konfrontationen mellan den naive, idealistiske Pyle och den erfarne, cyniske Fowler har tolkats som en spegling av konfrontationen mellan de äldre, cyniska kolonialmakterna Storbritannien och Frankrike och den nya, naiva och inskränkta USA.